# Яксманицький Володимир Іванович
Володимир Іванович Яксманицький (нар. 4 лютого 1977, Маріуполь) — український футболіст, центральний захисник, колаборант з рф (з 2022)[джерело?].
Насамперед відомий виступами за клуби «Шахтар» (Донецьк) та «Металург» (Донецьк), а також молодіжну збірну України.

## Клубна кар'єра
Народився 4 лютого 1977 року в місті Маріуполь. Вихованець футбольної школи клубу «АФК-УОР» Маріуполь.
У дорослому футболі дебютував 1995 року виступами за донецький «Шахтар-2». Наступного року дебютував у складі основної команди донецького «Шахтаря», в якій загалом провів чотири сезони, взявши участь у 52 матчах чемпіонату.
У 1998 році захищав на умовах оренди кольори команди клубу «Сталь» (Алчевськ).
Своєю грою за «Шахтар» привернув увагу представників тренерського штабу клубу «Металург» (Донецьк), до складу якого приєднався 1999 року. Відіграв за донецьку команду наступні п'ять сезонів своєї ігрової кар'єри. Більшість часу, проведеного у складі донецького «Металурга», був основним гравцем захисту команди.
Згодом з 2004 по 2006 рік грав у складі команд клубів «Кривбас» та «Іллічівець».
Завершив професійну ігрову кар'єру у луганській «Зорі», за команду якої виступав у 2007 році.

## Виступи за збірну
Протягом 1996–1998 років залучався до складу молодіжної збірної України. На молодіжному рівні зіграв у 11 офіційних матчах, забив 1 гол.
2002 року викликався до лав національної збірної України, був включений до заявки команди на товариську гру проти збірної Ірану 21 серпня 2002 року, проте на поле того дня не вийшов і в подальшому до складу головної команди України не запрошувався.